# Opuntia monacantha
Opuntia monacantha — вид кактусів роду опунцій (Opuntia).

## Поширення
Батьківщиною виду є південь Південної Америки. Поширений на півдні Бразилії, у Парагваї та Уругваї, на півночі та сході Аргентини. Людиною завезений в Південну Африку та Австралію, де поширився як інвазивний вид.

## Опис
Opuntia monacantha росте у вигляді розлогого куща з декількома гілками, заввишки до 2 метрів. Стебло та гілки утворюються з овальних зелених пластин завдовжки 25-70 см. Ареоли розташовані на великій відстані один від одної та вкриті коричневими глохідіями. Колючки прямі, світло-коричневого кольору, завдовжки 7-10 см.
Темно-жовті квіти сягають в діаметрі до 8 см. Плоди грушоподібні, червоного кольору, є без колючок, завдовжки до 20 см.

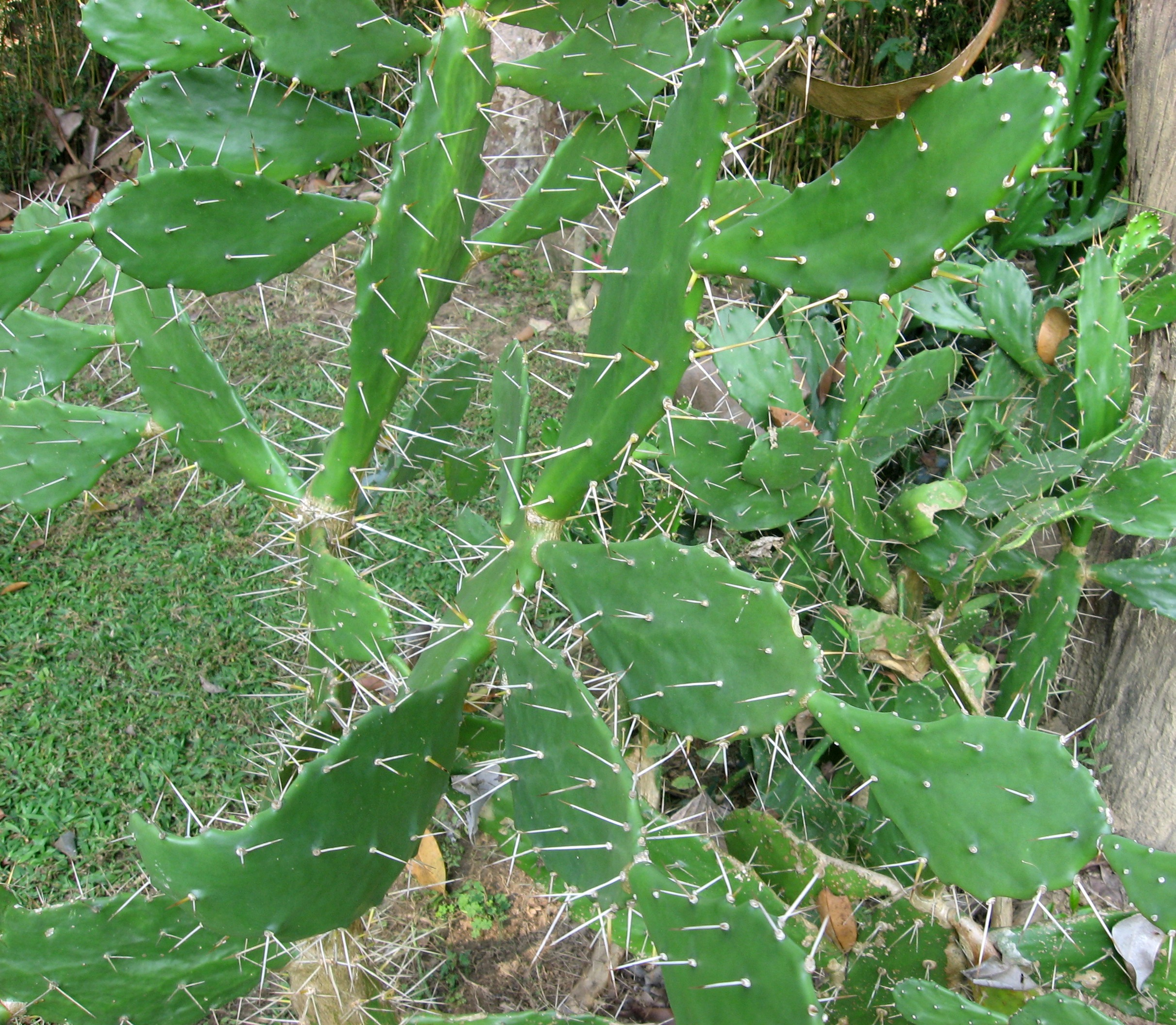
Дикорослий кущ
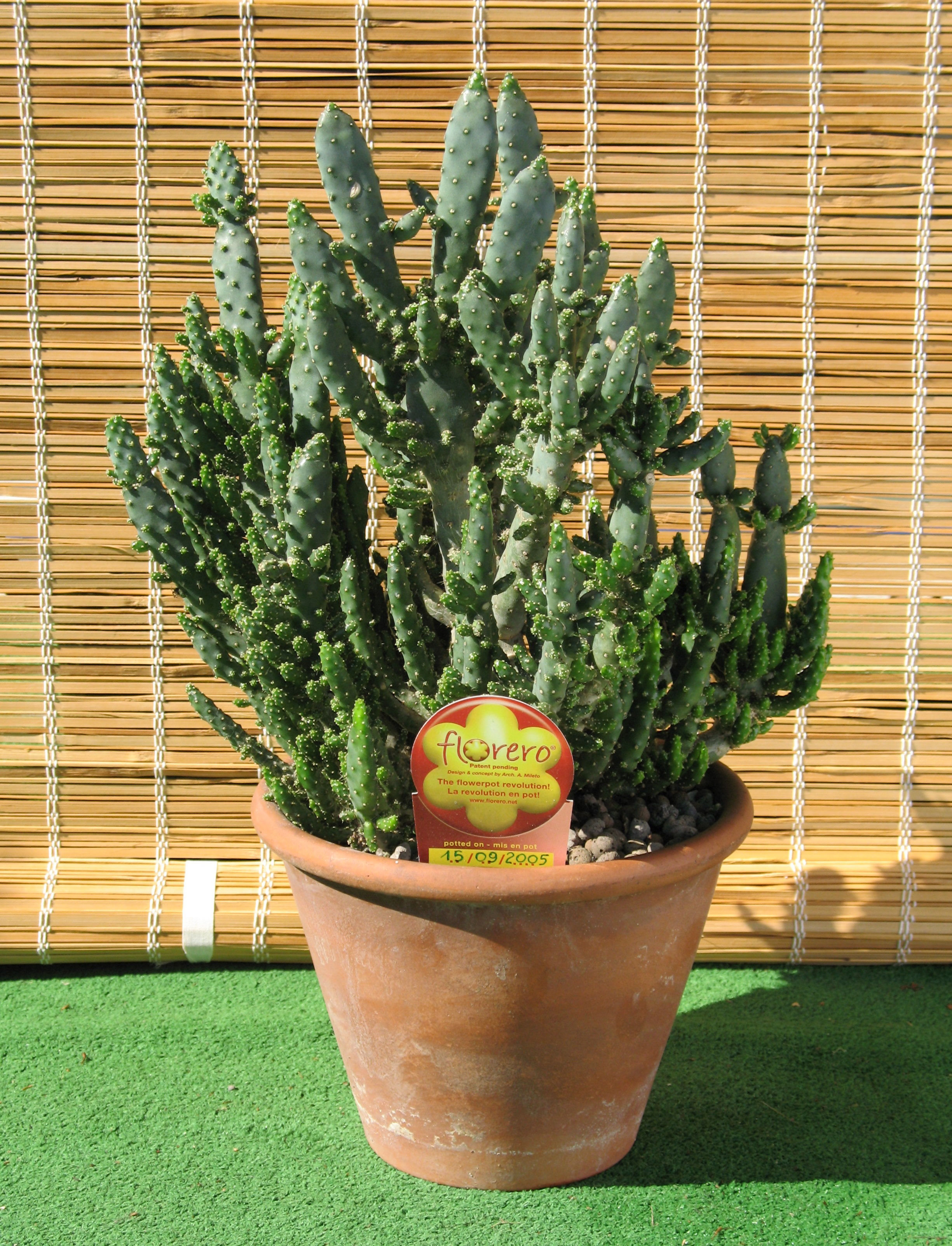
Культурна форма
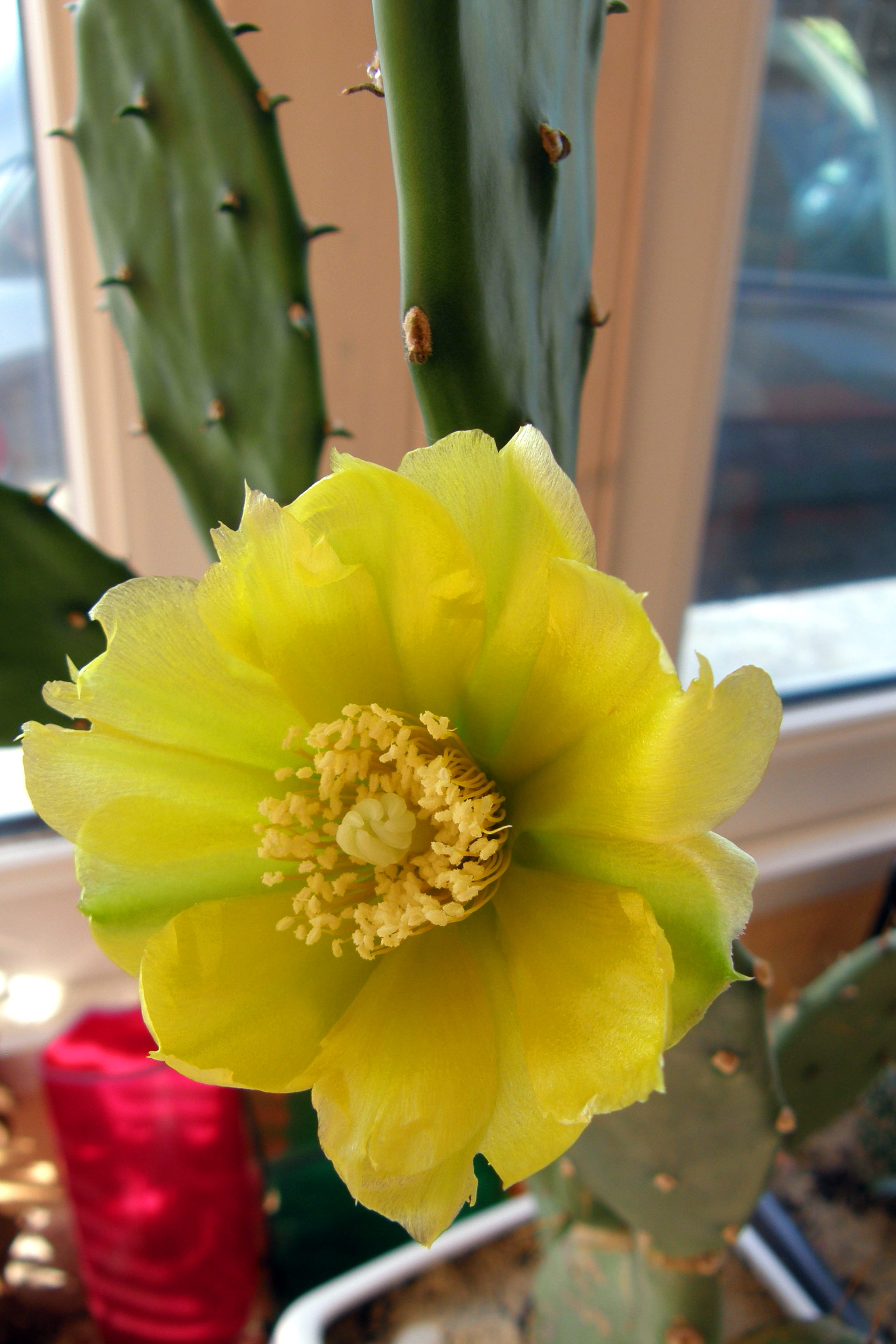
Квітка
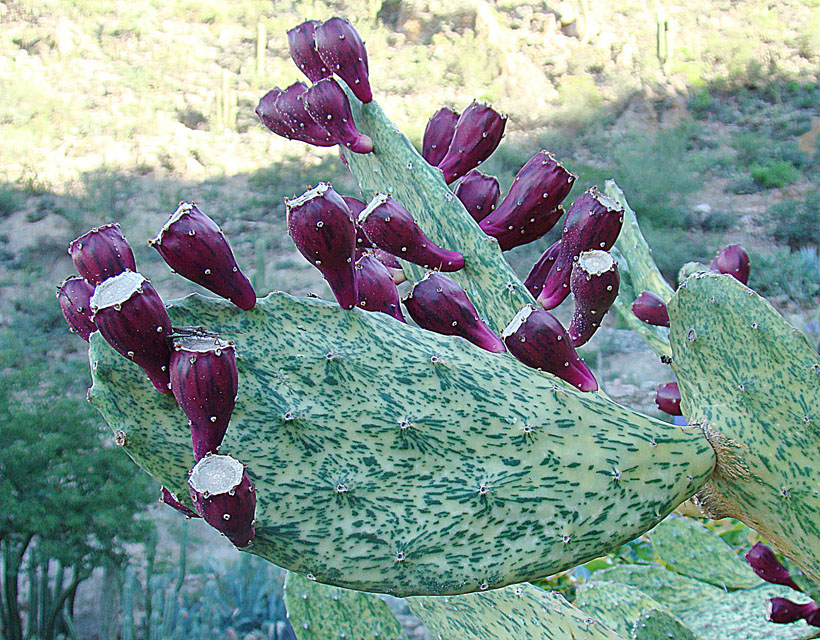
Плоди